# The Great Fear (film 1915)
The Great Fear è un cortometraggio muto del 1915 diretto da William C. Dowlan. Il nome del regista appare anche tra gli interpreti del film, che ha come protagonisti Lule Warrenton, Gloria Fonda, Elsie Maison, Eugene Walsh e William Quinn.

## Produzione
Il film fu prodotto dall'Universal Film Manufacturing Company come Laemmle.

## Distribuzione
Distribuito dall'Universal Film Manufacturing Company, il film - un cortometraggio di una bobina - uscì nelle sale cinematografiche USA il 22 dicembre 1915.